# Robyn de Groot
Robyn Lee de Groot (Johannesburgo, 26 de diciembre de 1982) es una deportista sudafricana que compitió en ciclismo, en las modalidades de carretera y montaña (campo a través).
Ganó una medalla de bronce en el Campeonato Mundial de Ciclismo de Montaña en Maratón de 2019. Participó en los Juegos Olímpicos de Londres 2012, en la prueba de ruta, aunque no pudo terminar la carrera.

## Medallero internacional
| Campeonato Mundial | Campeonato Mundial | Campeonato Mundial | Campeonato Mundial |
| Año                | Lugar              | Medalla            | Competición        |
| ------------------ | ------------------ | ------------------ | ------------------ |
| 2019               | Grächen (Suiza)    | Medalla de bronce  | Campo a través     |